# Anydraula
Anydraula és un gènere d'arnes de la família Crambidae.

## Taxonomia
- Anydraula glycerialis (Walker, 1859)
- Anydraula pericompsa (Turner, 1915)